# Burusera
Burusera (Burusera (ブルセラ) é uma palavra japonesa, criada a partir da combinação das palavras burumā (ブルマー), de bloomers (uniformes usados em aulas de educação física) e sērā-fuku (セーラー服), que significa o uniforme de marinheiro, que é o tradicional uniforme escolar para meninas no Japão. 

## Histórico
Em 1993 (e mesmo antes) iniciou-se um  fenômeno onde estudantes japonesas passaram a vender partes de seu uniforme escolar (sērā-fuku) e roupas íntimas esportivas usadas para lojas especializadas, apenas para obter lucro. Esses estabelecimentos semi-legais escondidos em porões de prédios reúnem um público masculino interessado em comprar tais peças para satisfação de fetiche sexual.
O sociólogo japonês Shinji Miyadai foi apelidado de burusera gakusha (o especialista em burusera) após expor uma pesquisa acadêmica sobre as lojas de fetichistas por uniformes escolares.

## Restrições legais
Em agosto de 1994, um gerente de loja burusera que fez uma colegial vender sua calcinha usada foi preso pelo Departamento de Polícia Metropolitana de Tóquio, sob a suspeita de violação do artigo 34 da Lei de Bem-Estar Infantil e artigo 175 do Código Penal do Japão. A polícia alegou violações daAto sobre o comércio de itens de segunda-mão que proíbe a compra de bens de segunda mão sem autorização.
As leis contra a pornografia infantil impôs controle legal sobre a indústria burusera em 1999.  No entanto, os itens burusera em si não são pornografia infantil e que a venda de burusera são uma maneira fácil para estudantes ter renda extra. Isso tem sido visto como abuso sexual infantil.
As prefeituras no Japão começaram a fazer cumprir os regulamentos, em 2004, que restringe a compra e a vendas de roupas íntimas usadas, saliva, urina e fezes de pessoas menores de 18 anos.